# Aequatoria lequericai
Aequatoria lequericai är en skalbaggsart som beskrevs av Soula 2006. Aequatoria lequericai ingår i släktet Aequatoria och familjen Rutelidae. Inga underarter finns listade i Catalogue of Life.